# Paraí
Paraí är en kommun i Brasilien.   Den ligger i delstaten Rio Grande do Sul, i den södra delen av landet, 1 500 km söder om huvudstaden Brasília. Antalet invånare är 6 812. Arean är 120 kvadratkilometer.
Terrängen i Paraí är kuperad åt nordost, men åt sydväst är den platt.
I omgivningarna runt Paraí växer huvudsakligen savannskog. Runt Paraí är det ganska glesbefolkat, med 47 invånare per kvadratkilometer.